# Eunidia flavomarmorata
Eunidia flavomarmorata là một loài bọ cánh cứng trong họ Cerambycidae.